# Емил Георгиев (политик)
Вижте пояснителната страница за други личности с името Емил Георгиев.
Емил Ценов Георгиев е български политик, председател на политически клуб „Екогласност“, четири мандата общински съветник в град Хасково, народен представител от "Коалиция за България" в XLII народно събрание и депутат от БСП за България в XLVII народно събрание.

## Биография
Роден е в село Кутово, община Видин. Завършва Висшия институт по хранително-вкусова промишленост в Пловдив. Специализира по изпитванията и сертификацията (в Австрия и Великобритания), както и по защитата на правата на потребителите (във Великобритания). Има 2 специализации в областта на местното самоуправление в САЩ. Владее говоримо румънски и английски език.
Работи като инженер-технолог в тютюневите комбинати във Видин и Хасково и в системата на стандартизацията и сертификацията на продукцията като ръководител на Националия изпитателен център по тютюн и цигари и като директор на Центъра по метрология и стандартизация в Хасково.
Георгиев е 4 мандата общински съветник в община Хасково, като 1 мандат е председател на общинския съвет. Той е сред основателите на партия Политически клуб „Екогласност“. Избран е за председател на партията през 2006 г. Член на националната ръководство на Федерацията на потребителите в България.
Дългогодишен състезател и съдия по футбол. Бил е председател на регионалната съдийска колегия по футбол в Хасково.
Семеен, с 2 деца.
При проверка на кандидатите за местните избори през 2007 г. е огласен от комисията за досиетата като секретен сътрудник на бившата Държавна сигурност към ОУ на МВР във Видин с псевдоним Станислав.